# Death Grips
Death Grips – amerykański zespół hip-hopowy mający swoje korzenie w Sacramento w Kalifornii, założony w 2010 roku przez wokalistę Stefana Burnetta (szerzej znanego pod pseudonimem MC Ride), perkusistę i producenta Zacha Hilla oraz klawiszowca, producenta oraz inżyniera dźwięku Andy'ego Morina. Styl granej przez nich muzyki w połączeniu z agresywnym wokalem MC Ride'a łączy punk rock, muzykę elektroniczną, noise i industrial. Innowacyjne i często trudne do skategoryzowania brzmienie, zyskało uznanie krytyków i rzeszę fanów, a tajemnicze interakcje z fanami i mediami zyskały powszechną sławę.
Grupa opublikowała mixtape Exmilitary w kwietniu 2011, rok później powstał ich debiutancki album The Money Store, wydany przez Epic Records. Oba wydania uzyskały wysokie noty wśród krytyków muzycznych. W 2012 Death Grips udostępniło swój drugi album, No Love Deep Web za darmo w internecie przed jego oficjalną premierą, łamiąc tym samym kontrakt z wytwórnią płytową, z którą przerwali potem współpracę. W 2013 wydany został trzeci album zespołu, Government Plates. Niedługo później, w lipcu 2014 grupa ogłosiła, że zostanie rozwiązana wraz z premierą kolejnego albumu, nazwanego The Powers That B. Mimo to, w marcu 2015 grupa ogłosiła, że „może zrobią jeszcze trochę więcej [muzyki]”, by niedługo później zapowiedzieć światową trasę koncertową. Później tego roku, zapowiedziany został piąty oficjalny album studyjny zespołu, Bottomless Pit, który został wydany w maju 2016. Szósty album, Year of the Snitch, pojawił się w czerwcu 2018. W lipcu 2019 za pośrednictwem NTS Radio udostępniony został EP zatytułowany Gmail and the Restraining Orders, składający się z utworów granych na żywo przez zespół podczas ich trasy koncertowej z 2015 roku.
Teksty tworzone przez MC Ride'a poruszają różne tematy, w tym seks, narkotyki, uzależnienie, szaleństwo, samobójstwo, okultyzm i paranoję.

## Historia

### 2010-2011:Death GripsorazExmilitary
Death Grips powstało w kalifornijskim Sacramento 21 grudnia 2010 roku dzięki rozpoczęciu współpracy Zacha Hilla, Andy'ego Morina i Stefana Burnetta.
Już pierwszego dnia istnienia grupy nagrali utwór Full Moon (Death Classic), który został wydany za darmo w internecie 8 marca 2011 roku wraz z pięcioma innymi piosenkami, zebranymi w EP nazwany Death Grips. 25 kwietnia udostępniony został mixtape Exmilitary, zawierający trzy piosenki z EP wraz z całkiem nowymi utworami.
Na przestrzeni wiosny i lata 2011, Death Grips grało głównie małe koncerty, podczas gdy Exmilitary zdobywało popularność w Internecie. W tym okresie tożsamość grupy nie była jasna – jedynym znanym członkiem był Hill.

### 2012:The Money StoreorazNo Love Deep Web
W lutym 2012, Death Grips podpisało kontrakt z Epic Records oraz zapowiedziało premierę dwóch albumów w 2012 roku. Pierwszy z nich – wydany w kwietniu The Money Store, zadebiutował na 130. miejscu amerykańskiego zestawienia Billboard 200. Nazwany „avant-rapem”, The Money Store został opisany jako „konfrontacyjny, szorstki i chaotyczny”, zdaniem recenzenta portalu Pitchfork. Los Angeles Times nazwało go „punk rockiem z hip-hopowym liftingiem”.
Wraz z wydaniem The Money Store miała mieć miejsce trasa koncertowa, jednak ta została odwołana z powodu chęci grupy do skończenia pracy nad ich następnym wydaniem. To wydarzenie wywołało konflikt między Death Grips, ich fanami, oraz Epic Records.
Drugi album, No Love Deep Web, został udostępniony przez członków grupy za darmo za pośrednictwem sieci BitTorrent z powodu prób opóźnienia premiery do 2013 roku przez wytwórnię. Po tym wydarzeniu Death Grips oraz Epic Records przerwali współpracę, a grupa założyła własną wytwórnię, nazwaną Third Worlds.
No Love Deep Web zostało opisane jako mroczniejsze i „paranoiczne” przez NPR. Okładka albumu wywołała szczególne kontrowersje z powodu zawarcia na niej zdjęcia penisa Zacha Hilla w stanie wzwodu.

### 2013-2015:Government PlatesiThe Powers That B
W 2013 roku Death Grips udostępniło na swojej stronie internetowej album Government Plates.
Na początku 2014 roku Warp Music Publishing ogłosiło rozpoczęcie współpracy z grupą, obejmującej wydawanie ich przeszłych oraz przyszłych albumów. W czerwcu zespół zapowiedział dwuczęściowy album The Powers That B, udostępniając jednocześnie pierwszą z jego dwóch płyt, nazwaną Niggas on the Moon. Druga część, Jenny Death, miała zostać wydana jeszcze w tym samym roku. Niggas on the Moon zawiera wiele sampli wokalnych islandzkiej piosenkarki Björk. Niggas on the Moon został średnio przyjęty przez recenzentów – krytykowano niewielki udział perkusji w utworach, a albumowi zarzucano brak ustalonego kierunku w produkcji.

Death Grips miało supportować trasę Nine Inch Nails i Soundgarden w lipcu, jednak członkowie zespołu ogłosili rozwiązanie grupy. Poniższa wiadomość została zapisana na serwetce oraz udostępniona w formie zdjęcia na stronie Death Grips na Facebooku:
Lepiej już nie będzie, więc to koniec Death Grips. Oficjalnie kończymy. Wszystkie zapowiedziane koncerty zostaną anulowane. Nasz nadchodzący album The Powers That B zostanie wydany później tego  roku przez Harvest/Third Worlds Records. Death Grips było i zawsze będzie konceptualnym eksponatem sztuki zakotwiczonym przez dźwięk i obraz. Ponad i poza „zespół”. Do naszych prawdziwych fanów – pozostańcie legendami.
W styczniu 2015, bez wcześniejszych zapowiedzi, Death Grips opublikowało instrumentalny album Fashion Week. Tytuły zawartych w nim utworów: Runway J, Runway E, Runway N itd. składają się na frazę „JENNY DEATH WHEN” (ang. "KIEDY JENNY DEATH"), nawiązując do nazwy nadchodzącej drugiej części The Powers That B. Cały album wydany został w marcu i osiągnął 72. pozycję w zestawieniu Billboard 200.

### Od 2015:Bottomless Pit,Year of the Snitch i GATRO
W październiku 2015 roku grupa udostępniła na swoim kanale w serwisie YouTube wideo zatytułowane Bottomless Pit. Zawiera ono nagrane w 2013 roku klipy amerykańskiej aktorki Karen Black, recytującej scenariusz filmowy, który Zach Hill napisał kilka miesięcy przed jej śmiercią. Na swojej stronie oraz profilu na Facebooku zapowiedzieli, że to będzie tytuł ich kolejnego albumu.
W marcu Death Grips udostępniło 32-minutowy film nazwany Interview 2016, który przedstawia zespół udzielający wywiadu Matthew Hoffmanowi z programu Tuesdays With Matthew. Cały dźwięk w filmie został zastąpiony przez 22 minuty niesłyszanych wcześniej instrumentalnych utworów autorstwa grupy.
W maju 2017 na swoim kanale YouTube grupa udostępniła 22-minutowy utwór o tytule Steroids (Crouching Tiger Hidden Gabber Megamix).
Rok później, w maju 2018, Death Grips udostępniło single Streaky, Black Paint i Flies z nadchodzącego albumu Year of the Snitch. W czerwcu ujawniono kolejny singiel Hahaha wraz z datą premiery całego albumu – 22 czerwca. Tydzień później wydano kolejne dwa single – Dilemma oraz Shitshow. 21 czerwca, dzień przed planowaną premierą Year of the Snitch, zespół udostępnił album w serwisach streamingowych oraz udostępnił tweet o „wycieku” albumu. Następnego dnia, Year of the Snitch miał swoją oficjalną premierę.
21 czerwca 2019 z okazji 30-lecia Warp Records, grupa udostępniła za pośrednictwem NTS Radio 30-minutowy mix nazwany Gmail and the Restraining Orders. 29 stycznia 2021 Gmail and the Restraining Orders i More Than the Fairy zostały opublikowane w serwisach streamingowych. 11 lipca 2022 opublikowano Live from Death Valley, EP z 2011, w serwisach streamingowych.
W 2025 roku, pojawiły się wiadomości o tym, że Death Grips uległo rozwiązaniu. W jednej wiadomości członek grupy Andy Morin, potwierdził, że autor tekstów MC Ride „nie chce już nic więcej robić”. Dodał jednak, że „nikt z nas nie jest w stanie przewidzieć, co się stanie z grupą”. 8 kwietnia 2025 roku zespół opublikował na Instagramie i w serwisie X informację, w której zdementował to, że grupa uległa rozwiązaniu.

## W kulturze popularnej
Aktor Robert Pattinson jest fanem, przyjacielem i współpracownikiem zespołu; grał na gitarze w piosence „Birds” z albumu Government Plates. Pattinson pojawił się również na zdjęciu w 2013 roku z zespołem i Beyoncé za kulisami koncertu tej ostatniej. Zdjęcie to stało się popularne w internecie.
Według współpracownika Davida Bowiego, Donny'ego McCaslina, Bowie inspirował się Death Grips podczas pracy nad swoim ostatnim albumem Blackstar.
Utwór Death Grips o nazwie No Love został użyty w 11 odcinku 1 sezonu serialu animowanego dla dorosłych BoJack Horseman.

## Członkowie
- Stefan Burnett(inne języki) – wokal, tekst
- Zach Hill(inne języki) – perkusja, perkusja elektroniczna, produkcja, klawiatury, programowanie
- Andy Morin(inne języki) – produkcja, gitara basowa, inżynieria dźwięku, klawiatury, programowanie

## Dyskografia

### Albumy studyjne
- The Money Store (2012)
- No Love Deep Web (2012)
- Government Plates (2013)
- The Powers That B (2015)
- Bottomless Pit (2016)
- Year of the Snitch (2018)

### Mixtape'y
- Exmilitary (2011)

### Inne wydania
- Death Grips (2011)
- Live from Death Valley (2011)
- Fashion Week (2015)
- Interview 2016 (2016)
- Steroids (Crouching Tiger Hidden Gabber Megamix) (2017)
- Gmail and the Restraining Orders (2019)